# Mark Stockwell
Mark William Stockwell (* 5. Juli 1963 in Brisbane) ist ein ehemaliger australischer Schwimmer.
Stockwell nahm 1984 an den Olympischen Spielen in Los Angeles teil. Dort gewann er Silber über 100 m Freistil und mit der Staffel über 4 × 100 m Freistil. Im Wettbewerb über 100 m Freistil legte die australische Mannschaft Protest ein, da sie einen Fehlstart des Goldmedaillengewinners Ambrose Gaines mutmaßten – dieser wurde jedoch abgelehnt. Mit der Staffel über 4 × 100 m Lagen sicherte er sich die Bronzemedaille. Auch im Wettbewerb über 100 m Schmetterling nahm er teil, schied aber im Vorlauf aus. Im Anschluss an die Olympischen Spiele errang er drei Titel der Southeastern Conference. Bei den Pan Pacific Swimming Championships 1985 gewann er in Tokio über 50 m Freistil Bronze. Im darauffolgenden Jahr war der Australier Teilnehmer der Commonwealth Games. In Edinburgh gewann er mit der Staffel Gold über 4 × 100 m Freistil.
Nach dem Ende seiner Schwimmerkarriere wurde er ein erfolgreicher Geschäftsmann und ist Mitglied der Verwaltung verschiedener australischer Sportorganisationen. Stockwell ist mit der dreifachen Olympiasiegerin Tracy Caulkins verheiratet.